# Danny Welbeck
Daniel Nii Tackie Mensah Welbeck hay còn được gọi là Danny Welbeck (sinh ngày 26 Tháng 11 năm 1990) là một cầu thủ bóng đá Anh hiện đang thi đấu cho Brighton & Hove Albion ở vị trí tiền đạo.
Welbeck chơi cho đội trẻ của Manchester United trước khi lần đầu tiên ra mắt đội một vào năm 2008 và ghi bàn trong năm đó. Anh cùng với M.U đã giành cúp liên đoàn 2008-09 và FIFA Club World Cup 2008 trước khi được đem cho Preston North End và sau đấy là Sunderland mượn.
Welbeck lần đầu khoác áo đội tuyển Anh vào tháng 3 năm 2011 trong trận hòa 1-1 với Ghana. Anh có bàn thắng đầu tiên cho Tam Sư vào ngày 2 tháng 6 năm 2012 khi ghi bàn duy nhất trong chiến thắng 1-0 trước Bỉ.

## Sự nghiệp cấp câu lạc bộ

### Khởi đầu
Sinh ra tại Longsight, Manchester, Anh, với bố mẹ là người Ghana, Welbeck được các tuyển trạch viên Manchester United phát hiện khi 6 tuổi. Anh gia nhập United vào mùa giải 2005–06 và  có trận đấu đầu tiên cho đội U-18 của câu lạc bộ vào ngày 8 tháng 4 năm 2006 trong trận gặp Sunderland. Anh sau đó tiếp tục vào sân thay người ở trận kế tiếp, trước khi phải ngồi dự bị ở 2 trận đấu cuối mùa giải của đội. Mùa bóng tiếp theo, anh có thêm 28 lần đá chính cho đội U-18, ghi được 9 bàn, trong đó có 8 trận và 1 bàn thắng tại cúp FA trẻ, tại giải này anh đã cùng đồng đội lọt vào đến trận chung kết. Mặc dù mắc phải bệnh Osgood–Schlatter,một chứng bệnh liên quan tới đầu gối, anh vẫn thể hiện sự tiến bộ không ngừng..
Welbeck ký hợp đồng đầu tiên với đội trẻ vào tháng 7 năm 2007, và bắt đầu mùa giải 2007–08 trong màu áo đội U-18, Anh nhanh chóng được đôn lên đội dự bị và có một số lần vào sân thay người. Sau đó, vào tháng 1 năm 2008, anh được gọi lên đội một cho chuyến du đấu Ả Rập Xê Út gặp Al-Hilal trong trận đấu chia tay Sami Al-Jaber. Ở trận này, Welbeck được vào sân thay cho Anderson phút thứ 65 và đã có cơ hội gỡ hòa cho Manchester United trên chấm phạt đền những phút cuối trận, tuy vậy cú sút của anh lại vọt xà và MU thất bại với tỉ số 3-2.
Ngày 25 tháng 1 năm 2008, Sir Alex Ferguson tiết lộ rằng Welbeck sẽ được xem là thành viên của đội một trong phần còn lại của mùa giải 2007–08. Ngày 9 tháng 2 năm 2008, Alex Ferguson cho biết Welbeck sẽ góp mặt trong trận derby Manchester ngày hôm sau. Ông cũng bóng gió rằng Welbeck có thể được đá chính trong trận này. tuy nhiên điều này đã không xảy ra khi anh phải ngồi ngoài suốt trận đấu.
Welbeck có trận đấu đầu tiên cho Manchester United vào ngày 23 tháng 9 năm 2008 khi đá chính ở vòng 3 cúp Liên đoàn gặp Middlesbrough. United đã giành chiến thắng với tỉ số 3–1, nhưng Welbeck đã không thể ghi tên mình lên bảng tỉ số mặc dù có cơ hội ở phút thứ 3. Anh tiếp tục thi đấu ở vòng 4 gặp Queens Park Rangers ngày 11 tháng 11 năm 2008, khi vào thay Rodrigo Possebon ở phút 72. Chỉ sau ít phút trên sân, anh bị Peter Ramage đốn ngã trong vòng cấm và Carlos Tévez đã thực hiện thành công quả penalty ấn định chiến thắng 1-0 cho United. Welbeck lần đầu thi đấu tại Premier League vào ngày 15 tháng 11 năm 2008. Vào sân phút 63 thay Park Ji-Sung, anh đánh dấu sự có mặt trên sân bằng một cú sút xoáy từ khoảng cách 45m vào góc cao bên phải khung thành, để ghi bàn thứ 4 trong trận thắng 5–0 của MU trước Stoke City. Trận đấu kế tiếp của Welbeck là ở vòng 3 Cúp FA gặp Southampton ngày 4 tháng 1 năm 2009, khi anh mở tỉ số trong chiến thắng 3–0. Anh tiếp tục kéo dài phong độ với một bàn thắng vào lưới Derby County, ở vòng 5 cúp FA.
Ngày 23 tháng 9 năm 2009, Welbeck ghi bàn thắng đầu tiên ở mùa giải 2009–10 và cũng là bàn đầu tiên tại cúp liên đoàn ở vòng 3 gặp Wolverhampton Wanderers. Ngày 27 tháng 10 năm 2009, Welbeck có pha lập công thứ 2 tại cúp liên đoàn, trong trận thắng Barnsley 2–0. Ngày 25 tháng 11,2009, anh lần đầu được thi đấu tại Champions League trong trận thua 1–0 trước Beşiktaş. Ngày 11 tháng 12 năm 2009, Welbeck cam kết tương lai của anh ở câu lạc bộ bằng bản hợp đồng mới có thời hạn đến năm 2013.

#### Preston North End
Ngày 25 tháng 1 năm 2010, Welbeck trở thành thương vụ đầu tiên của Darren Ferguson (con trai Alex Ferguson) tại Preston North End kể từ khi ông lên huấn luyện câu lạc bộ này. Được câu lạc bộ hỏi mượn trong kì chuyển nhượng mùa đông cho giai đoạn còn lại của mùa giải 2009–10 nhưng chấn thương đầu gối đã khiến anh phải kết thúc sớm hợp đồng cho mượn vào ngày 16 tháng 3 và phải quay trở lại Manchester United để điều trị.

#### Sunderland

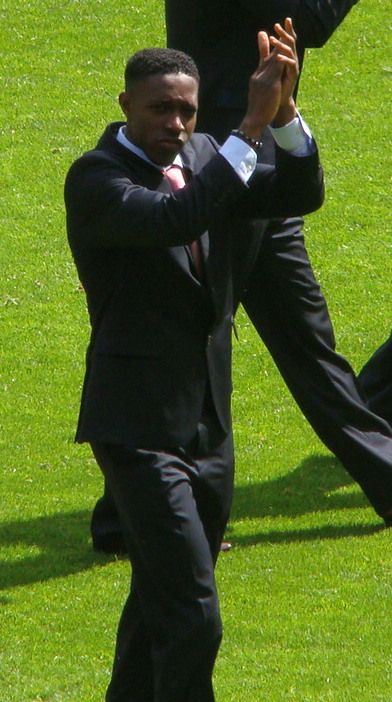
Welbeck tại Sunderland

Ngày 12 tháng 8 năm 2010, Welbeck trở thành bản hợp đồng thứ 8 của Steve Bruce sau khi Sunderland mượn chân sút này từ MU cho mùa giải 2010–11. Welbeck đá trận đầu tiên cho Sunderland vào ngày 14 tháng 8 khi vào sân thay Darren Bent ở phút 83 trong trận hòa 2–2 trước Birmingham City. Ngày 14 tháng 11, Welbeck có pha lập công đầu tiên cho Sunderland khi anh ấn định chiến thắng 3–0 trên sân khách trước Chelsea. 8 ngày sau đó, Welbeck ghi bàn đầu tiên trên sân nhà Sunderland khi lập cú đúp trong trận hòa 2–2 với Everton. Anh ghi bàn thắng duy nhất giúp Sunderland đánh bại Bolton Wanderers ngày 18 tháng 12 năm 2010, và còn lập công trong trận thắng Blackburn Rovers 3–0 ngày 1 tháng 1 năm 2011.. Tuy vậy, ngày 5 tháng 1, Welbeck bị dính chấn thương gân kheo trong trận Sunderland thắng Aston Villa, khiến anh phải nghỉ thi đấu 8 tuần. Quay trở lại sân cỏ vào ngày 5 tháng 3 năm 2011, trong trận hòa 0–0 trên sân khách trước Arsenal, anh vào sân thay cho Steed Malbranque ở phút 68 và suýt ghi bàn đem về 3 điểm cho Sunderland ở phút 83, nhưng cú sút của anh đã bị Wojciech Szczęsny cản phá. Anh sau đó lại dính chấn thương trong trận thắng 4–2 trước Wigan Athletic ngày 23 tháng 4, và phải quay về Manchester United để điều trị trong phần còn lại của mùa giải.

### Manchester United

#### Mùa giải 2011–12
Welbeck được trao một suất đá chính trong trận tranh siêu cúp Anh 2011 trên sân Wembley ngày 7 tháng 8 năm 2011. Trận đấu kết thúc với tỉ số 3–2 nghiêng về Manchester United, dù họ đã bị dẫn trước 2–0 ngay trong hiệp 1. Welbeck đá cặp với Wayne Rooney ngay trong trận đấu đầu tiên của Premier League 2011–12 gặp West Bromwich Albion; tuy vậy anh sau đó bị thay ra bởi Dimitar Berbatov ở phút 65. Ngày 22 tháng 8, Welbeck đánh đầu mở tỉ số ở phút 61 sau đường tạt bóng từ khoảng cách 9 yards của Tom Cleverley trong trận gặp Tottenham Hotspur. Trước khi được thay ra, anh còn kiến tạo để Anderson ghi bàn nâng tỉ số lên 2-0 ở phút 76. Ở trận đấu tiếp theo, Welbeck cùng các đồng đội đã vùi dập Arsenal với tỉ số 8-2, trong đó Welbeck là người đánh đầu mở tỉ số sau đường chuyền từ ngoài vòng cấm của Anderson. Tuy nhiên, anh lại phải sớm rời sân do chấn thương gân khoeo tái phát. Chấn thương này khiến anh phải nghỉ thi đấu vài tuần. Welbeck lập cú đúp trong trận đấu vòng bảng Champions League gặp Basel vào tháng 9 năm 2011, trận đấu kết thúc với tỉ số 3–3. Welbeck lại tiếp tục nổ súng ở trận thắng 2–0 trước Norwich City sau khi vào sân thay người ở hiệp 2. Anh phối hợp cùng với người đồng đội Park Ji-Sung trước khi dứt điểm vào góc dưới khung thành để ấn định chiến thắng cho MU. Ngày 21 tháng 12 năm 2011, Welbeck ghi bàn mở tỉ số bằng cú dứt điểm chân trái sau đường tạt bóng của Nani để cùng các đồng đội đánh bại Fulham 5–0. Ngày 8 tháng 1, trên sân vận động Thành phố Manchester, nhận được đường chuyền của Patrice Evra, Welbeck đã tung cú volley để đưa bóng vào khung thành thủ môn Costel Pantilimon, ghi bàn thắng thứ 2 trong chiến thắng 3–2 trước Manchester City tại vòng 3 cúp FA. Ngày 14 tháng 1, Welbeck lập công trong trận Manchester United 3–0 Bolton Wanderers, sau khi anh đón được đường kiến tạo của Wayne Rooney. Ngày 22 tháng 1, Welbeck ghi bàn thắng ở phút 81 ấn định tỉ số 2–1 trước Arsenal trên sân Emirates – bàn thắng thứ ba của anh trong 3 trận. Welbeck có trận đấu thứ 50 trong màu áo Manchester United vào ngày 23 tháng 2 trong trận thua 2–1 trên sân nhà trước Ajax tại vòng 32 đội UEFA Europa League 2011–12. Ngày 15 tháng 4, anh có pha lập công ở cuối hiệp một vào lưới Aston Villa. Một tuần sau đấy, Welbeck lại ghi bàn tiếp vào lưới Everton nhưng trận đấu kết thúc với tỉ số 4–4. Phong độ ấn tương của anh trong suốt mùa giải 2011–12 đã giúp anh lọt vào danh sách đề cử cầu thủ trẻ xuất sắc nhất năm 2012 của PFA. Ngày 14 tháng 1, có thông tin cho biết Welbeck sẽ ký một hợp đồng dài hạn với đội chủ sân Old Trafford 

#### Mùa giải 2012–13
Welbeck được đá chính trong trận đấu khởi đầu mùa giải gặp Everton ngày 20 tháng 8 năm 2012, tuy vậy anh bị thay ra bởi Van Persie ở phút 68 và trận đấu kết thúc với tỉ số 1–0 nghiêng về Everton.. Ngày 22 tháng 8 năm 2012 anh ký một hợp đồng mới có thời hạn 4 năm với Manchester United và còn cho biết được chơi cho Manchester United là tất cả những gì anh từng mong muốn. ngày 20 tháng 10 năm 2012, Welbeck có bàn thắng đầu tiên ở mùa giải khi anh có pha bay người đánh đầu sau cú tạt bóng của Wayne Rooney ở trận gặp Stoke City trên sân Old Trafford.

### Arsenal
Ngày 2 tháng 9 năm 2014, Welbeck gia nhập Arsenal với bản hợp đồng 5 năm, mức phí 16 triệu bảng.
Ngày 20 tháng 9 năm 2014, trong trận đấu với Aston Villa, Welbeck đã thực hiện một pha kiến tạo cho Mesut Özil mở tỉ số trận đấu và sau đó anh cũng có cho riêng mình một bàn thắng trong trận đấu đó. Ngày 2 tháng 10 năm 2014, Welbeck đã lập một cú hattrick vào lưới Galatasaray tại Champions League cho Arsenal và đó cũng là cú hattrick đầu tiên trong sự nghiệp của anh. Ngày 18 tháng 10 năm 2014, tại vòng 8 giải Ngoại Hạng Anh, Welbeck tiếp tục ghi bàn cho Arsenal vào lưới Hull City nhưng ở trận đấu đó pháo thủ vẫn bị cầm hòa.
Ngày 5 tháng 5 năm 2019, sau trận đấu gặp Brighton, Welbeck được cho là sẽ không có ý định gia hạn hợp đồng với Arsenal. Arsenal đã xác nhận thông tin này vào cuối mùa giải.

### Watford
Sau khi trở thành cầu thủ tự do, Welbeck đã ký hợp đồng với Watford vào ngày 7 tháng 8 năm 2019. Bản hợp đồng không được tiết lộ thời hạn.Wellbeck ra mắt trong thất bại 0-1 trên sân khách trước Everton.Anh ghi bàn thắng đầu tiên trong chiến thắng 2-1 tại EFL Cup trước Swansea City.Welbeck ghi bàn thắng đầu tiên Premier League cho Watford trong chiến thắng 2-1 trên sân nhà trước Norwich City .

### Brighton & Hove Albion
Welbeck ký hợp đồng với câu lạc bộ Premier League Brighton & Hove Albion vào ngày 18 tháng 10 năm 2020 theo dạng chuyển nhượng tự do.Bản hợp đồng có thời hạn 1 năm.Anh có trận ra mắt hai tuần sau đó, vào sân thay người cho Leandro Trossard trong trận thua 2-1 trên sân khách trước Tottenham Hotspur.Vào ngày 21 tháng 11 năm 2020, Welbeck ghi bàn thắng đầu tiên cho Brighton trong chiến thắng 2-1 trên sân khách trước Aston Villa
Vào ngày 23 tháng 6 năm 2021, Brighton thông báo Welbeck đã ký hợp đồng mới có thời hạn một năm với câu lạc bộ.Anh ghi bàn thắng đầu tiên của mình trong mùa giải 2021–22 khi đánh đầu cận thành từ quả tạt của Leandro Trossard , ghi bàn thứ hai cho Albion trong chiến thắng cuối cùng 2–1 trên sân nhà trước Leicester City vào ngày 19 tháng 9 năm 2021.
Ngày 24 tháng 8 năm 2024, Welbeck đã ghi bàn thắng mở tỷ số trong trận đấu Brighton thắng Manchester United 2–1 trên sân nhà, bàn thắng này đánh dấu lần thứ 100 anh lập công trong sự nghiệp câu lạc bộ. Đồng thời cũng là bàn thắng thứ 5 mà anh ghi được vào lưới đội bóng cũ Manchester United tại Ngoại hạng Anh.

## Sự nghiệp quốc tế
Welbeck có trận đấu đầu tiên cho đội U-16 Anh ở tuổi 14 vào tháng 10 năm 2005 gặp xứ Wales. Anh sau đó gia nhập đội U17 Anh và ghi bàn thắng quyết định ở trận đấu vòng sơ loại gặp Serbia, giúp đội tuyển giành vé tham dự Giải vô địch bóng đá U17 châu Âu 2007. Kết thúc giải, U17 Anh đứng thứ 2 sau Tây Ban Nha và được nhận 1 suất tham dự Giải vô địch bóng đá U-17 thế giới 2007 ở Hàn Quốc. Tại đó, Welbeck đã lập cú đúp vào lưới New Zealand, giúp U17 Anh lọt đến trận tứ kết trong lần đầu tiên tham dự giải. Welbeck ban đầu được dự kiến là thành viên đội tuyển Anh tham dự giải vô địch bóng đá U19 châu Âu vào tháng 7 năm 2008, nhưng anh sau đó bị buộc phải rút lui. Cuối cùng, Welbeck có trận đầu tiên cho U19 Anh vào ngày 9 tháng 9 năm 2008 khi anh chơi đủ 90 phút trong trận thắng 2–1 trước Hà Lan.

### U-21 Anh
Welbeck đá trận đầu tiên cho U21 Anh vào ngày 10 tháng 2 năm 2009, trong trận thua Ecuador 3–2, khi anh vào sân thay cho Adam Johnson. Anh tiếp tục có lần vào sân thay người khác trong trận thua 2–0 trên sân nhà trước Pháp vào ngày 31 tháng 3. Welbeck sau đó có tên trong danh sách 23 cầu thủ tham dự Giải vô địch bóng đá U21 châu Âu 2009 tại Thụy Điển vào ngày 27 tháng 5 của huấn luyện viên Stuart Pearce, nhưng anh sau đó phải rút lui do dính chấn thương. Ngày 7 tháng 9 năm 2010, Welbeck ghi 2 bàn thắng đầu tiên cho ĐT U21 Anh trong chiến thắng 3–0 trước U-21 Litva. Anh có pha lập công thứ 3 cho U-21 trong trận thắng U-21 Đan Mạch 4–0 ngày 24 tháng 3 năm 2011. Welbeck là người đã ghi bàn thắng gỡ hòa ở phút 88 giúp U-21 Anh kiếm được trận hòa 1–1 trước U-21 Tây Ban Nha tại Giải vô địch bóng đá U21 châu Âu 2011.

### Đội tuyển Anh

#### Euro 2012
Ngày 18 tháng 11 năm 2008, có thông tin cho biết Hiệp hội bóng đá Ghana đã gửi lời mời Welbeck khoác áo đội tuyển bóng đá quốc gia Ghana. Ngày 29 tháng 3 năm 2011 Welbeck được gọi lên đội tuyển Anh cho trận giao hữu gặp Ghana. Welbeck được vào sân thay cho Ashley Young vào phút 81 và trận đấu kết thúc với tỉ số hòa 1–1 trên sân Wembley. Anh tiếp tục được lựa chọn cho trận giao hữu gặp Hà Lan vào ngày 10 tháng 8 năm 2011, tuy vậy trận đấu đã bị hủy do cuộc bạo loạn ở Luân Đôn. Welbeck đã thi đấu ở trận đấu quyết định của ĐT Anh tại vòng sơ loại Euro 2012 gặp Montenegro ngày 7 tháng 10 năm 2011 khi vào sân thay Theo Walcott ở hiệp 2. Ngày 29 tháng 5 năm 2012, Welbeck được điền tên vào danh sách cầu thủ ĐT Anh tham dự UEFA Euro 2012. Ngày 2 tháng 6 năm 2012, anh ghi bàn đầu tiên cho đội tuyển trong chiến thắng 1–0 trước Bỉ, với một pha lốp bóng qua đầu thủ môn Simon Mignolet của Sunderland sau khi nhận đường chọc khe từ người đồng đội Ashley Young. Ngày 15 tháng 6 năm 2012, Welbeck lập công với một pha giật gót ấn tượng ở phút 79 giúp ĐT Anh đánh bại Thụy Điển 3–2.

### Bàn thắng quốc tế
| #   | Thời gian            | Địa điểm                                        | Đối thủ    | Bàn thắng | Kết quả | Giải đấu                      |
| --- | -------------------- | ----------------------------------------------- | ---------- | --------- | ------- | ----------------------------- |
| 1   | 2 tháng 6 năm 2012   | Sân vận động Wembley, Luân Đôn, Anh             | Bỉ         | 1–0       | 1–0     | Giao hữu                      |
| 2   | 15 tháng 6 năm 2012  | Sân vận động Olympic, Kiev, Ukraina             | Thụy Điển  | 2–3       | 2–3     | UEFA Euro 2012                |
| 3   | 12 tháng 10 năm 2012 | Sân vận động Wembley, Luân Đôn, Anh             | San Marino | 2–0       | 5–0     | Vòng loại FIFA World Cup 2014 |
| 4   | 12 tháng 10 năm 2012 | Sân vận động Wembley, Luân Đôn, Anh             | San Marino | 4–0       | 5–0     | Vòng loại FIFA World Cup 2014 |
| 5   | 14 tháng 11 năm 2012 | Friends Arena, Solna, Thụy Điển                 | Thụy Điển  | 1–1       | 4–2     | Giao hữu                      |
| 6   | 14 tháng 8 năm 2013  | Sân vận động Wembley, Luân Đôn, Anh             | Scotland   | 2–2       | 3–2     | Giao hữu                      |
| 7.  | 6 tháng 9 năm 2013   | Sân vận động Wembley, Luân Đôn, Anh             | Moldova    | 3–0       | 4–0     | Vòng loại World Cup 2014      |
| 8.  | 6 tháng 9 năm 2013   | Sân vận động Wembley, Luân Đôn, Anh             | Moldova    | 4–0       | 4–0     | Vòng loại World Cup 2014      |
| 9.  | 8 tháng 9 năm 2014   | St. Jakob-Park, Basel, Thụy Sĩ                  | Thụy Sĩ    | 0–1       | 0–2     | Vòng loại Euro 2016           |
| 10. | 8 tháng 9 năm 2014   | St. Jakob-Park, Basel, Thụy Sĩ                  | Thụy Sĩ    | 0–2       | 0–2     | Vòng loại Euro 2016           |
| 11. | 9 tháng 10 năm 2014  | Sân vận động Wembley, Luân Đôn, Anh             | San Marino | 3–0       | 5–0     | Vòng loại Euro 2016           |
| 12. | 15 tháng 11 năm 2014 | Sân vận động Wembley, Luân Đôn, Anh             | Slovenia   | 2–1       | 3–1     | Vòng loại Euro 2016           |
| 13. | 15 tháng 11 năm 2014 | Sân vận động Wembley, Luân Đôn, Anh             | Slovenia   | 3–1       | 3–1     | Vòng loại Euro 2016           |
| 14. | 27 tháng 3 năm 2015  | Sân vận động Wembley, Luân Đôn, Anh             | Litva      | 2–0       | 4–0     | Vòng loại Euro 2016           |
| 15. | 1 tháng 9 năm 2017   | Sân vận động quốc gia Ta' Qali, Ta' Qali, Malta | Malta      | 3–0       | 4–0     | Vòng loại World Cup 2018      |
| 16. | 7 tháng 6 năm 2018   | Elland Road, Leeds, Anh                         | Costa Rica | 2–0       | 2–0     | Giao hữu                      |

## Thống kê sự nghiệp

### Câu lạc bộ
| Câu lạc bộ                   | Mùa giải            | Giải | Giải | Cúp FA | Cúp FA | Cúp Liên đoàn | Cúp Liên đoàn | châu Âu | châu Âu | Khác | Khác | Tổng cộng | Tổng cộng |
| Câu lạc bộ                   | Mùa giải            | Trận | Bàn  | Trận   | Bàn    | Trận          | Bàn           | Trận    | Bàn     | Trận | Bàn  | Trận      | Bàn       |
| ---------------------------- | ------------------- | ---- | ---- | ------ | ------ | ------------- | ------------- | ------- | ------- | ---- | ---- | --------- | --------- |
| Manchester United            | 2008–09             | 3    | 1    | 5      | 2      | 5             | 0             | 0       | 0       | 0    | 0    | 13        | 3         |
| Manchester United            | 2009–10             | 5    | 0    | 1      | 0      | 3             | 2             | 2       | 0       | 0    | 0    | 11        | 2         |
| Manchester United            | 2011–12             | 30   | 9    | 2      | 1      | 1             | 0             | 5       | 2       | 1    | 0    | 39        | 12        |
| Manchester United            | 2012–13             | 27   | 1    | 4      | 0      | 2             | 0             | 7       | 1       | —    | —    | 40        | 2         |
| Manchester United            | 2013–14             | 25   | 9    | 1      | 0      | 4             | 0             | 5       | 1       | 1    | 0    | 36        | 10        |
| Manchester United            | 2014–15             | 2    | 0    | —      | —      | 1             | 0             | —       | —       | —    | —    | 3         | 0         |
| Tổng cộng                    | Tổng cộng           | 92   | 20   | 13     | 3      | 16            | 2             | 19      | 4       | 2    | 0    | 142       | 29        |
| Preston North End (cho mượn) | 2009–10             | 8    | 2    | 0      | 0      | 0             | 0             | –       | –       | 0    | 0    | 8         | 2         |
| Sunderland (cho mượn)        | 2010–11             | 26   | 6    | 0      | 0      | 2             | 0             | –       | –       | 0    | 0    | 28        | 6         |
| Arsenal                      | 2014–15             | 25   | 4    | 3      | 1      | —             | —             | 6       | 3       | —    | —    | 34        | 8         |
| Arsenal                      | 2015–16             | 11   | 4    | 2      | 1      | 0             | 0             | 2       | 0       | 0    | 0    | 15        | 5         |
| Arsenal                      | 2016–17             | 16   | 2    | 4      | 2      | 0             | 0             | 0       | 0       | —    | —    | 20        | 4         |
| Arsenal                      | 2017–18             | 28   | 5    | 1      | 1      | 3             | 1             | 10      | 3       | 1    | 0    | 43        | 10        |
| Arsenal                      | 2018–19             | 8    | 1    | 0      | 0      | 2             | 2             | 4       | 2       | —    | —    | 14        | 5         |
| Tổng cộng                    | Tổng cộng           | 88   | 16   | 10     | 5      | 5             | 3             | 22      | 8       | 1    | 0    | 126       | 32        |
| Tổng cộng sự nghiệp          | Tổng cộng sự nghiệp | 214  | 44   | 23     | 8      | 23            | 5             | 41      | 12      | 3    | 0    | 304       | 69        |

Số liệu thống kê chính xác tới ngày 3 tháng 11 năm 2018

### Đội tuyển quốc gia
| Đội tuyển bóng đá Anh | Đội tuyển bóng đá Anh | Đội tuyển bóng đá Anh |
| Năm                   | Trận                  | Bàn                   |
| --------------------- | --------------------- | --------------------- |
| 2011                  | 3                     | 0                     |
| 2012                  | 11                    | 5                     |
| 2013                  | 6                     | 3                     |
| 2014                  | 12                    | 5                     |
| 2015                  | 1                     | 1                     |
| 2016                  | 9                     |                       |
| 2017                  | 2                     | 1                     |
| 2018                  | 6                     | 1                     |
| Tổng cộng             | 42                    | 16                    |

Số liệu thống kê chính xác tới ngày 11 tháng 9 năm 2018

## Danh hiệu

### Câu lạc bộ
Manchester United
Premier League: 2010-2011, 2012-2013
- Cúp Liên đoàn bóng đá Anh (1): 2008–09
- FA Community Shield (1): 2011
- FIFA Club World Cup (1): 2008

## Phong cách thi đấu
Do chiều cao và dáng chạy của mình, Welbeck đã được so sánh với tiền đạo Togo Emmanuel Adebayor và tiền đạo Nigeria Nwankwo Kanu. Anh cũng được biết đến là một cầu thủ mạnh mẽ, nhanh nhẹn, và rất giỏi không chiến.